# Августа Виктория Гогенцоллерн-Зигмарингенская
Августа Виктория Гогенцоллерн-Зигмарингенская (нем. Auguste Viktoria von Hohenzollern; 19 августа 1890, Потсдам, Пруссия — 29 августа 1966, Айгельтинген) — немецкая принцесса, супруга португальского короля Мануэла II. Их брак был заключен уже после свержения Мануэла, поэтому она никогда не была королевой Португалии официально.

## Семья
Августа Виктория была дочерью князя Вильгельма Гогенцоллерн-Зигмарингенского, старшего брата короля Румынии Фердинанда I, и его первой жены Марии Терезы Бурбон-Сицилийской.
Родителями её отца были князь Леопольд Гогенцоллерн-Зигмарингенский и португальская инфанта Антония, претендентка на трон Португалии. Родителями матери — граф Луиджи Бурбон-Сицилийский и Матильда Людовика Баварская, младшая сестра принцессы Сиси.
Людовик был сыном короля Обеих Сицилий Фердинанда II и его второй жены Марии-Терезы. Матильда была дочерью баварского герцога Максимилиана и Людовики Баварской.

## Браки
4 сентября 1913 года Августа Виктория вышла замуж за Мануэла II Португальского. Он унаследовал трон Португалии после смерти отца и старшего брата, убитых 1 февраля 1908 года, но был свергнут революцией 5 октября 1910 года, провозгласившей Первую Португальскую республику. Невесте было 23 года, а жениху — 24.
Мануэл умер 2 июля 1932 года, не оставив наследников. Семь лет спустя, 23 апреля 1939 года Августа Виктория вышла замуж второй раз. Её мужем стал Карл Роберт Дуглас, 13-й глава шведского рода графов Дугласов, владелец замка Лангенштайн. Невесте было почти 49 лет, жених был на 10 лет старше. Брак остался бездетным.
Августа Виктория умерла 29 августа 1966 года в возрасте 76 лет и была похоронена в замке Лангенштейн, семейном владении её второго мужа.

## Официальные титулы
- 19 августа 1890 — 4 сентября 1913: Её Высочество Принцесса Августа Виктория Гогенцоллерн
- 4 сентября 1913 — 2 июля 1932: Её Величество Королева Португалии и Алгарве
- 2 июля 1932 — 23 апреля 1939: Её Величество Вдовствующая Королева Португалии и Алгарве
- 23 апреля 1939 — 29 августа 1966: Её Высочество Принцесса Августа Виктория, Графиня Дуглас